# Ducado de San Fernando de Quiroga
El ducado de San Fernando de Quiroga es un título nobiliario español con grandeza de España, concedido por Fernando VII de España el 13 de noviembre de 1815 a Joaquín José Melgarejo y Saurín.

## Denominación
La referencia «de Quiroga» se debe al cardenal Gaspar de Quiroga y Vela, arzobispo de Toledo en la época de Felipe II, quien era familiar del primer concesionario.

## Duques de San Fernando de Quiroga

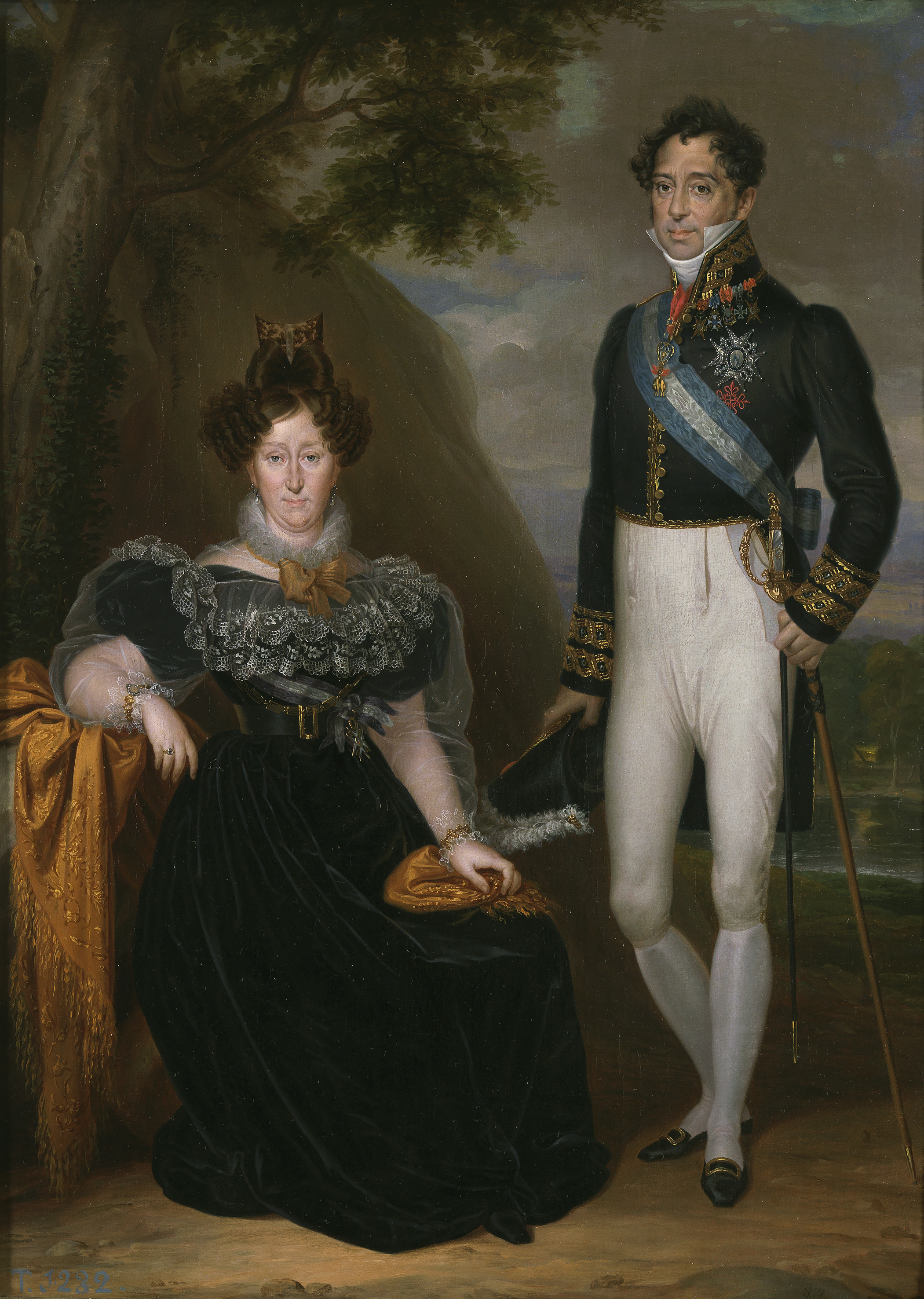
Rafael Tegeo, Los duques de San Fernando de Quiroga (José Joaquín Melgarejo y Saurín y su esposa, María Luisa de Borbón y Vallabriga). Hacia 1832, Madrid, Museo del Prado.

|                                                             | Titular                                                     | Periodo                                                     |
| Duques de San Fernando de Quiroga Creación por Fernando VII | Duques de San Fernando de Quiroga Creación por Fernando VII | Duques de San Fernando de Quiroga Creación por Fernando VII |
| ----------------------------------------------------------- | ----------------------------------------------------------- | ----------------------------------------------------------- |
| I                                                           | Joaquín José Melgarejo y Saurín                             | 1815-1835                                                   |
| II                                                          | María de las Virtudes Melgarejo y Saurín                    | 1835-1845                                                   |
| III                                                         | Francisco Javier de Losada y Melgarejo                      | 1850-1881                                                   |
| IV                                                          | José María Melgarejo y Enseña                               | 1883-1896                                                   |
| V                                                           | Nicolás Melgarejo y Melgarejo                               | 1896-1906                                                   |
| VI                                                          | Rafael Melgarejo y Tordesillas                              | 1907-1952                                                   |
| VII                                                         | Jaime Melgarejo y Osborne                                   | 1953-1978                                                   |
| VIII                                                        | Rafael Melgarejo y Piñar                                    | 1979-2000                                                   |
| IX                                                          | Rafael Ignacio Melgarejo y de la Peña                       | 2001-actual titular                                         |

## Historia de los duques de San Fernando de Quiroga
- Joaquín José Melgarejo y Saurín (Cox, Alicante, 23 de enero de 1780-Madrid, 9 de abril de 1835), I duque de San Fernando de Quiroga[1] y III marqués de Melgarejo en el entonces Reino de Nápoles,[2] después Reino de las Dos Sicilias, señor del castillo de Larache, de Cox, de La Condomina y de La Granja, brigadier de los Reales Ejércitos, caballero de la Insigne Orden del Toisón de Oro, caballero de la Orden de Calatrava en 1815 y gran cruz de la Real y Distinguida Orden Española de Carlos III. Era hijo de Joaquín de Quiroga Melgarejo y Rojas, II marqués de Melgarejo, y de su esposa Joaquina Saurín y Ruiz-Dávalos,[3] señora del castillo de Larache, de Cox, de La Condomina y de La Granja, hija de Joaquín Saurín y Robles y de su esposa Beatriz Ruiz-Dávalos y Saurín, señora del Castillo de Larache, de Cox, de La Condomina y de La Granja.

Contrajo matrimonio en mayo de 1817 con María Luisa de Borbón y Vallabriga, hija menor del infante Luis de Borbón y Farnesio y de su esposa María Teresa de Vallabriga. El sepulcro de ambos se encuentra en el Palacio del Infante don Luis de Boadilla del Monte. Sin descendencia. Le sucedió su hermana el 9 de abril de 1835ː
- María de las Virtudes Melgarejo y Saurín (m. 20 de noviembre de 1845), II duquesa de San Fernando de Quiroga.

Casó el 31 de julio de 1803 con Gaspar Álvarez de Sotomayor, de quien no hubo descendencia. Le sucedió el 23 de abril de 1850 su sobrino maternoː
- Francisco Javier de Losada y Melgarejo (m. 18 de agosto de 1881), III duque de San Fernando de Quiroga. Le sucedió el 22 de octubre de 1883 un pariente de una rama colateralː[1]

- José María Melgarejo y Enseña (m. 19 de abril de 1896), IV duque de San Fernando de Quiroga y senador del Reino.[5]

Casó el 18 de octubre de 1848 con su prima hermana María del Rosario Melgarejo y Castilla-Portugal (m. 31 de enero de 1895). Le sucedió su hijoː
- Nicolás Melgarejo y Melgarejo (m. 30 de junio de 1906), V duque de San Fernando de Quiroga y senador del Reino por derecho propio.[6]

Casó en primeras nupcias el 3 de septiembre de 1886 con María de la Concepción Muñoz Vara de Rey (m. 9 de febrero de 1888). Contrajo un segundo matrimonio el 24 de enero de 1890 con Sofía de Tordesillas y Fernández-Casariego (m. 9 de enero de 1927). Le sucedió el 17 de octubre de 1907 su hijo del segundo matrimonioː
- Rafael Melgarejo y Tordesillas (asesinado en 1936 durante la Guerra civil española), VI duque de San Fernando de Quiroga. Resultó elegido diputado a Cortes y a Cortes por la CEDA en las elecciones de febrero de 1936 por la provincia de Ciudad Real.

Casó el 24 de octubre de 1917 con María del Amparo Osborne Vázquez (m. 2 de enero de 1983). Le sucedió el 23 de marzo de 1953 su hijoː
- Jaime Melgarejo y Osborne (m. 7 de agosto de 1978), VII duque de San Fernando de Quiroga.

Contrajo matrimonio el 28 de marzo de 1949 con María de los Reyes Piñar Miura. Le sucedió el 19 de julio de 1979ː
- Rafael Melgarejo y Piñar (m. 23 de junio de 2000), VIII duque de San Fernando de Quiroga.

Casó el 25 de julio de 1976 con María del Carmen del Pilar de la Peña y Pérez de León. Le sucedió su hijoː
- Rafael Ignacio Melgarejo y de la Peña, IX duque de San Fernando de Quiroga.[1][7] Actual titular.